# The Neighborhood (Fernsehserie)
The Neighborhood ist eine US-amerikanische Comedyserie von Jim Reynolds. Sie hatte am 1. Oktober 2018 auf CBS Premiere und ihre Deutschland-Premiere am 9. August 2022 auf Joyn. Die Serie folgt einer weißen Familie aus dem Mittleren Westen der Vereinigten Staaten, die in eine überwiegend schwarze Nachbarschaft in Pasadena, Kalifornien, zieht. Die Hauptrollen werden von Cedric the Entertainer, Max Greenfield, Sheaun McKinney, Marcel Spears, Hank Greenspan, Tichina Arnold und Beth Behrs verkörpert. Im Januar 2022 wurde die Serie von CBS um eine fünfte Staffel verlängert, welche am 19. September 2022 ihre Premiere feierte. In Deutschland lief seit dem 28. Oktober 2022 die dritte Staffel auf ProSieben.

## Einführung
The Neighborhood erzählt von Dave Johnson, dem „nettesten Kerl im Mittleren Westen“, der mit seiner Familie in eine überwiegend afroamerikanische Nachbarschaft in L.A. zieht, in welcher nicht jeder sofort seine extreme Nachbarschaftsliebe zu schätzen weiß. Das gilt besonders für seinen neuen Nachbarn Calvin Butler.

## Besetzung

### Hauptdarsteller
| Rolle          | Darsteller             | dt. Synchronsprecher | Rollenbeschreibung |
| -------------- | ---------------------- | -------------------- | --- |
| Calvin Butler  | Cedric the Entertainer | Thomas Schmuckert    | Calvin Butler gehört eine Autowerkstatt namens Calvin’s Pit Stop. Er ist der Vater von Malcolm und Marty, sowie der Ehemann von Tina Butler. |
| Dave Johnson   | Max Greenfield         | Robin Kahnmeyer      | Dave Johnson ist der Ehemann von Gemma Johnson und der Vater von Grover Johnson. Er ist Militärveteran, professioneller Konfliktmeditator und Absolvent der Western Michigan University in Kalamazoo, Michigan. |
| Tina Butler    | Tichina Arnold         | Aline Staskowiak     | Tina Butler war, bevor sie dann an der Rezeption in Calvins Autowerkstatt arbeitete, einst eine aufstrebende Sängerin. Im Laufe der Serie eröffnet sie ihr eigenes Cupcake-Geschäft. In der aktuellen 5. Staffel nimmt sie einen Teilzeitjob als Musiklehrerin an Gemma's Schule an. |
| Gemma Johnson  | Beth Behrs             | Sonja Spuhl          | Aufgrund des neuen Jobs von Gemma Johnson als Rektorin an einer Privatschule in Los Angeles zieht die gesamte Familie Johnson nach Kalifornien. |
| Malcolm Butler | Sheaun McKinney        | Armin Schlagwein     | Malcolm Butler schlug sich früher in den unteren Ligen als professioneller Baseballspieler durch, bis er sich eine Verletzung zuzog und seine Karriere beenden musste. Danach hatte er lange Schwierigkeiten, eine feste Anstellung zu finden, bis Marty ihm einen Job als Wachmann verschaffte (in Staffel 2). Im Laufe der Staffel 4 wird er als Hitting Coach für das USC-Baseballteam eingestellt. |
| Marty Butler   | Marcel Spears          | Fabian Heinrich      | Marty Butler, der jüngere Sohn von Calvin und Tina, ist ein erfolgreicher Ingenieur bei JPL. Des Weiteren zeigt er verschiedene nerdige Hobbys und Interessen auf. |
| Grover Johnson | Hank Greenspan         | Elia Baunach         | Grover Johnson geht zunächst auf die Grundschule, bevor er in Staffel 5 auf die Mittelschule kommt. |

### Nebendarsteller
| Rolle         | Darsteller            | Rollenbeschreibung                                                                    |
| ------------- | --------------------- | ------------------------------------------------------------------------------------- |
| Trey (Leslie) | Malik S.              | Trey ist Malcolms Freund. Später wurde verraten, dass sein richtiger Name Leslie ist. |
| Que           | Earthquake            | Que ist der Friseur des Vertrauens von Calvin und Dave.                               |
| Ernie         | Gary Anthony Williams | Ernie, der eine Bar in der Nachbarschaft betreibt, ist ein alter Freund von Calvin.   |
| Old Miss Kim  | Sloan Robinson        | Old Miss Kim, die mürrische Nachbarin, gibt sich gerne mit jüngeren Männern ab.       |
| Necie         | Chelsea Harris        | Necie ist Martys Freundin und spätere Verlobte. Sie ist Boxerin.                      |
| Randall       | Sean Larkins          | Randall ist der Postbote der Nachbarschaft.                                           |

### Gastrollen
| Rolle                                  | Darsteller           |
| -------------------------------------- | -------------------- |
| HandyRandy79                           | Maurice LaMarche     |
| Meadow                                 | Juliette Goglia      |
| Paula                                  | Marilu Henner        |
| Chloe                                  | Alexandra Chando     |
| Tommy                                  | Jeris Lee Poindexter |
| Lyndsey                                | Mandell Maughan      |
| Dr. Bancroft                           | Jim Meskimen         |
| Miss Simpson                           | Marla Gibbs          |
| Trevor                                 | Josh Brener          |
| Logan                                  | Geoff Stults         |
| Maynard                                | Jim O’Heir           |
| Ed                                     | Brian Thomas Smith   |
| LaTonya                                | Kym Whitley          |
| Regina                                 | Cocoa Brown          |
| Sofia                                  | Edy Ganem            |
| Brittany                               | Deborah Baker Jr.    |
| Pastor Don                             | Victor Williams      |
| Kiera                                  | Ashleigh Hairston    |
| Kristen                                | Riki Lindhome        |
| Walter                                 | Richard Gant         |
| Councilman Isaiah Evans                | Wayne Brady          |
| Dr. Chen                               | Suzy Nakamura        |
| Wyatt                                  | Milan Carter         |
| Clem                                   | Brian Posehn         |
| Sister Sabrina                         | Patricia Belcher     |
| Stan                                   | Bob Clendenin        |
| Dr. Fisher                             | Michael Gladis       |
| Jerry                                  | Samm Levine          |
| Victor Alvarez                         | George Lopez         |
| „Crackhead Victor“                     | Mike Estime          |
| Alexis                                 | Nicole Sullivan      |
| Mayor Clyborne                         | Danny Woodburn       |
| Suraya                                 | Anjali Bhiman        |
| Jerome Bettis                          | Jerome Bettis        |
| Curtis Butler, Calvins younger brother | Tracy Morgan         |
| Marilyn, Calvin’s mother               | Patti LaBelle        |
| Nicki                                  | Shanola Hampton      |
| Chika                                  | Gina Yashere         |
| Gregory                                | John Ross Bowie      |
| Kenny                                  | Troy Winbush         |
| Peter                                  | Issac Ryan Brown     |

## Episodenliste
| Staffel | Episoden | Staffelstart Original | dt. Staffelstart   |
| ------- | -------- | --------------------- | ------------------ |
| 1       | 21       | 1. Oktober 2018       | 09. August 2022    |
| 2       | 22       | 23. September 2019    | 14. September 2022 |
| 3       | 18       | 16. November 2020     | 28. Oktober 2022   |
| 4       | 22       | 20. September 2021    | 18. November 2022  |
| 5       | 22       | 19. September 2022    |                    |
| 6       | 10       | 12. Februar 2024      |                    |

## Websitelinks
- The Neighborhood bei IMDb
- The Neighborhood bei Fernsehserien.de
- The Neighborhood in der Deutschen Synchronkartei
- The Neighborhood bei CBS